# Kostel svatého Jiljí (Kostelní)
Kostel svatého Jiljí je římskokatolický, dříve filiální kostel a farní kostel v Kostelní, místní části města Kraslice v okrese Sokolov v Karlovarském kraji. Od roku 1988 je spolu s ohradní zdí chráněn jako kulturní památka České republiky.
Je nejstarším kostelem na Kraslicku.
U cesty, která vede ke kostelu, se nacházejí tři středověké kamenné smírčí kříže.

## Historie
Přesná doba vzniku není známa, z názvu osady Kostelní lze vyvodit, že zde stál kostel již před rokem 1185, ze kterého pochází první písemná zmínka o osadě Kostelní. Tuto domněnku potvrzují i novější práce, jež kladou výstavbu kostela právě do druhé poloviny 12. století, tedy do počátku kolonizačního úsilí mnišského cisterciáckého řádu. Kostel sloužil jako filiální. Původní románský kostel byl v roce 1692 přestavěn v barokním slohu, což prozrazuje vytesaný letopočet. Po skončení druhé světové války došlo k odsunu německého obyvatelstva a kostel postupně chátral. Počátkem 90. let 20. století došlo k rozsáhlým opravám kostela. Většina nákladů byla hrazena bývalými německými farníky.

## Architektura
Orientovaný kostel je jednoduchou jednolodní stavbou s pravoúhlým presbytářem, se sakristií na severní straně. Před západním průčelím stojí mohutná hranolová věž s cibulovitou bání a lucernou. Okna z doby barokní přestavby jsou půlkruhově zakončená. Kostel má sedlovou střechu pokrytou šindelem. Při opravách kostela byly v roce 1991 nalezeny dva dveřní oblouky a dodatečně zaslepené románské okno ve východní straně presbytáře. Všechno pocházející z 12. století. Z architektonického hlediska je zajímavá odlišná výška zdivá lodi a presbytáře. Možným důvodem snížení zdivá presbytáře při barokní přestavbě mohlo být odbourání starší chórové věže. V krovu se v těchto místech nachází hrázděná nástavba s kamennou vyzdívkou. Kruchta na východní straně lodi má jedno rameno a je nesena dřevěnými pilíři. Triumfální oblouk je půlkruhový.

## Interiér

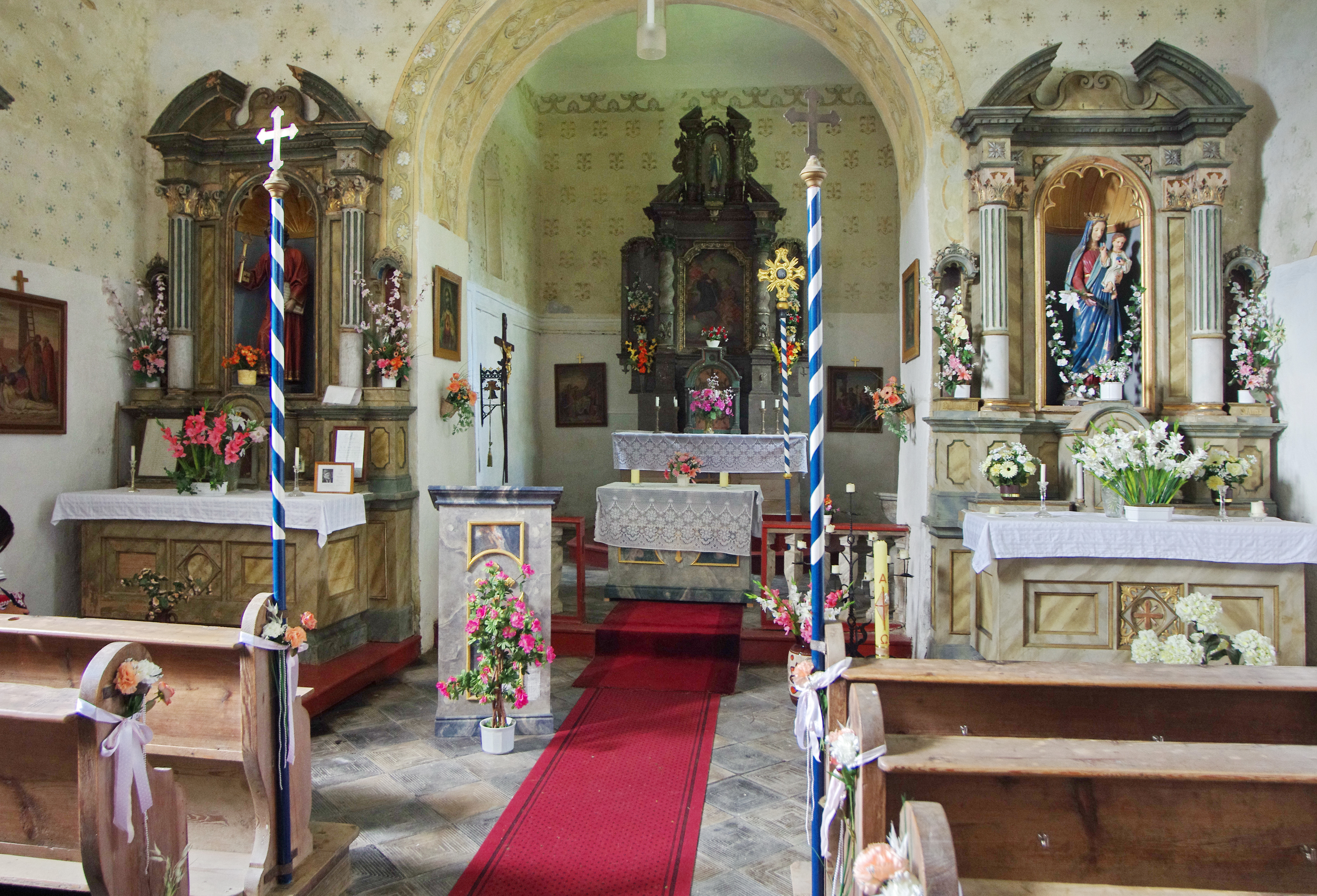
Interiér kostela

Současný interiér se výrazně liší od toho, jaký zde byl ještě před několika desetiletími. Původní podoba je zřejmá z dobových fotografií. Odcizeny byly téměř všechny sochy, například sochy sv. Vavřince, sv. Šebestiána, sv. Barbora, Panny Maria s Ježíškem, sousoší Kristova křtu z křtitelnice a další. Rovněž zmizelo původní barokní oltářní plátno. Pozdně barokní oltářní plátno zobrazovalo sv. Jiljí modlícího se v otevřené krajině před krucifixem, v pozadí stála postava anděla. Současný obraz je novější neodborné dílo, na němž je zachycen sv. Jiljí s laní a anděly. Hlavní dřevěný a polychromovaný oltář pochází z konce 17. století. Součástí oltáře byly rovněž plastiky sv. Barbory a sv. Apoleny a pocházejí rovněž ze 17. století. Kromě toho byl oltář doplněn o barokní sochy sv. Antonína Paduánského a dalšího světce vedle retabula, na menze stály sv.  Kateřina a sv. Markéta. Tato díla jsou z 18. století. Mladšího data jsou barokní postranní oltáře. Na epištolní straně stojí oltář Panny Marie, nyní bez barokní sochařské výzdoby. V kostele je kamenná křtitelnice z roku 1730. Veškeré současné nebo ukradené vybavení patří k běžnému vybavení, pro region má však kulturní význam.

## Reliéfy
V jižní stěně kostela jsou vsazeny dva kamenné románské figurální reliéfy, které původně zdobily vstupní portál původního kostela a možná byly součástí reliéfního pásu. Inspiraci bylo nejspíš umělecké prostředí Regensburgu. Reliéfy jsou obvykle pojmenovávány jako Muž se svitkem a Muž zápasící s drakem. Originály se nacházejí v muzeu v Sokolově, ve zdi kostela jsou usazeny repliky.

## Galerie

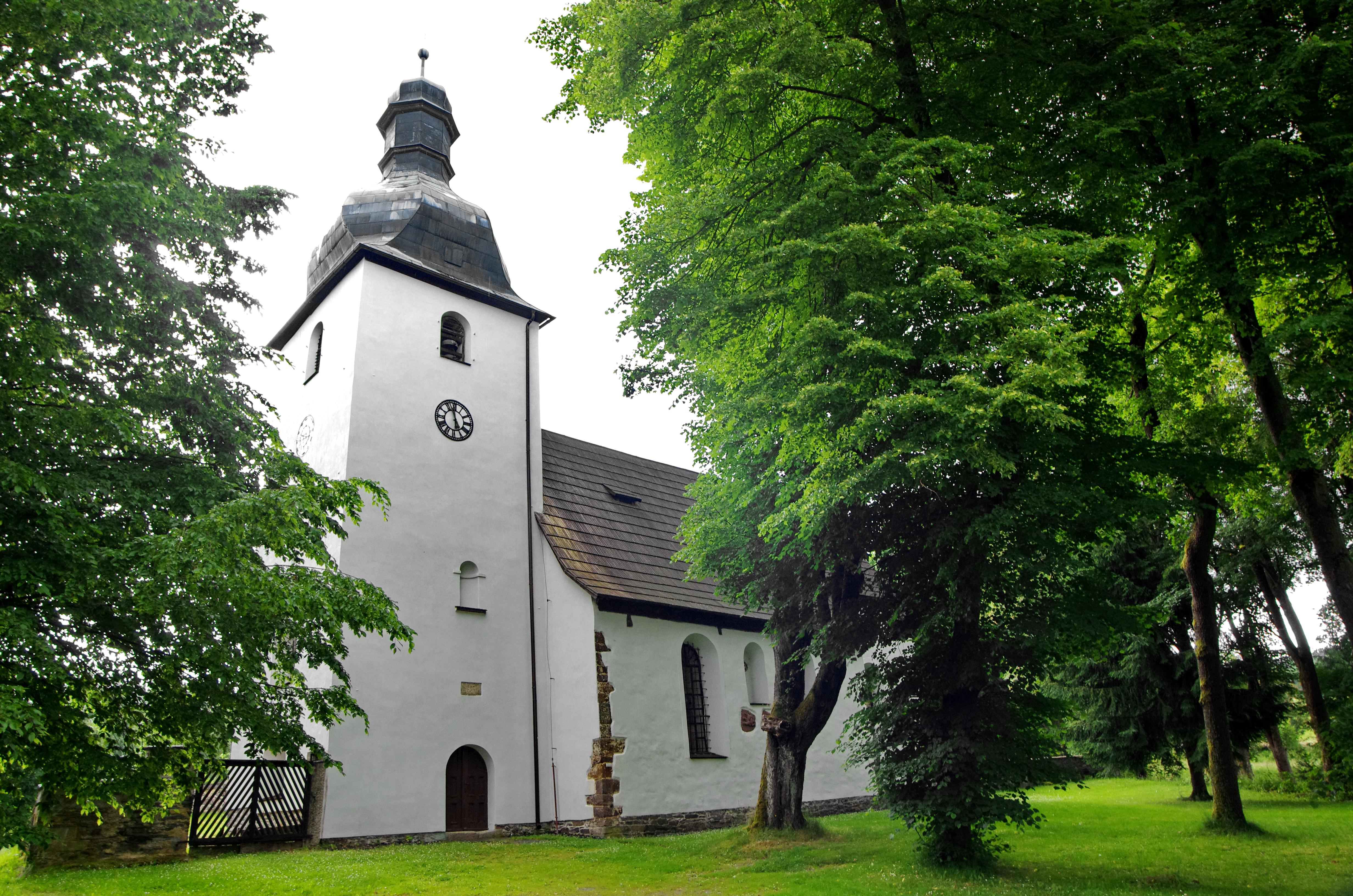
Pohled od jihu
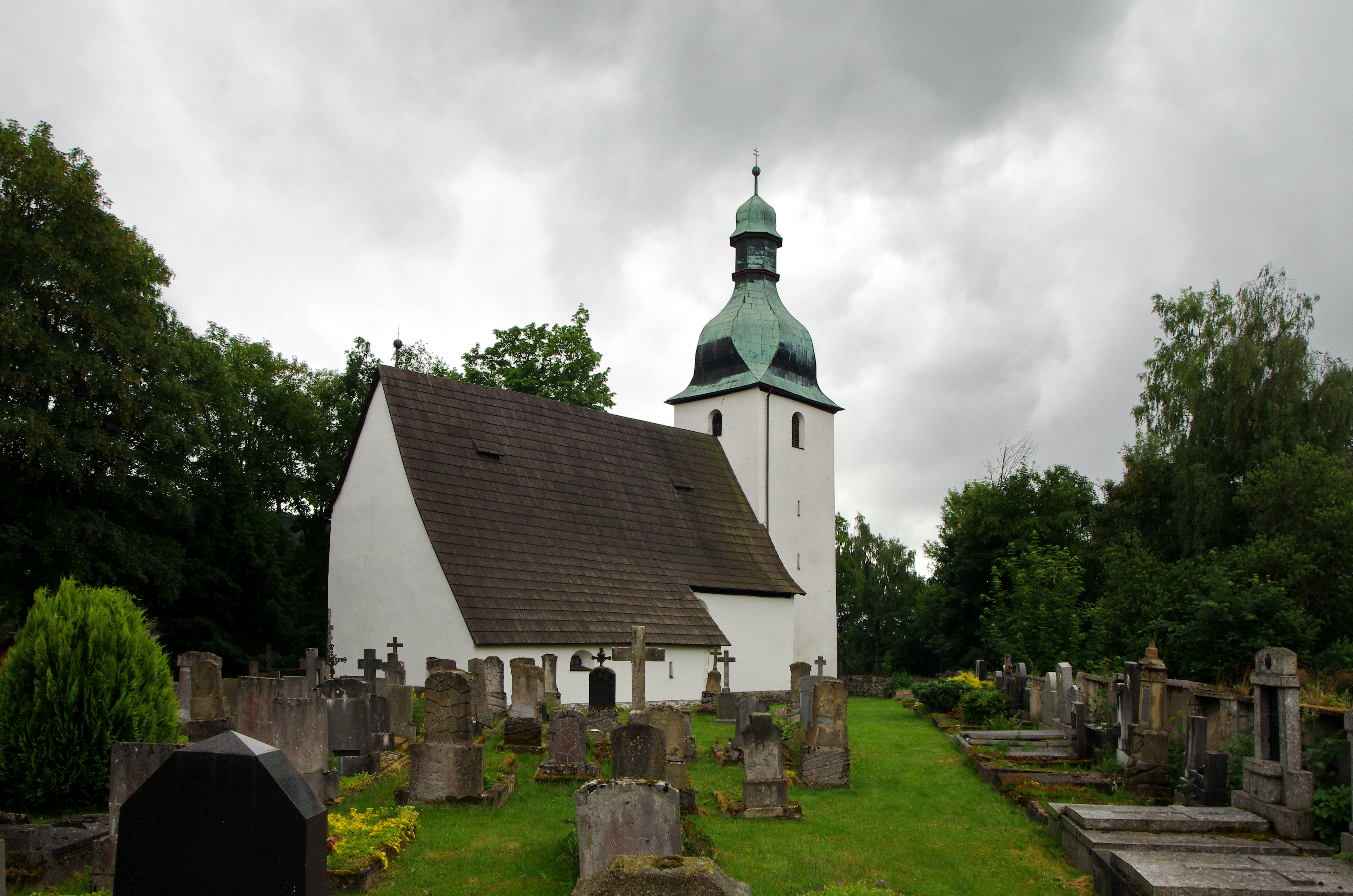
Pohled od hřbitova
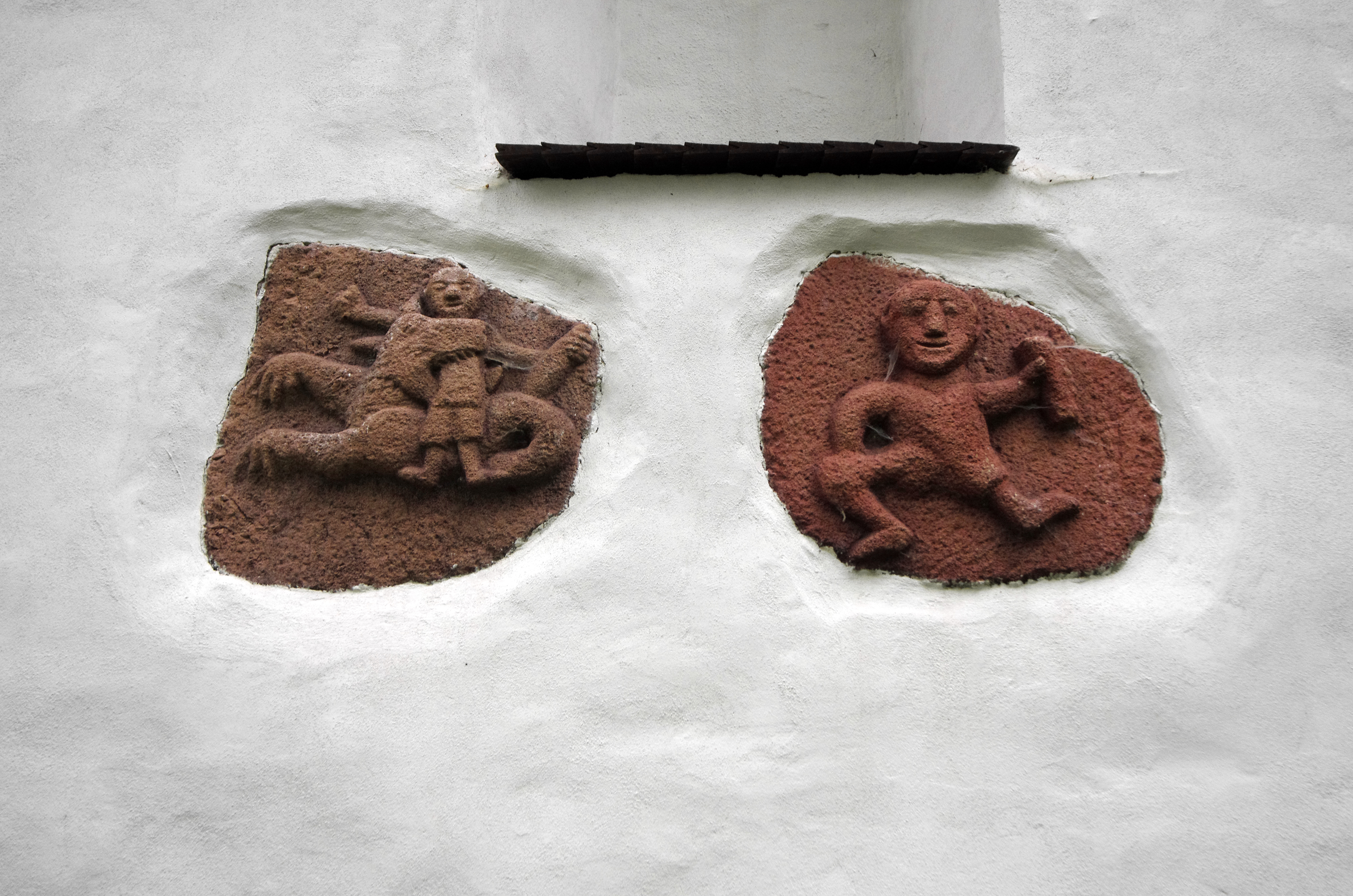
Reliéfy ve zdi kostela
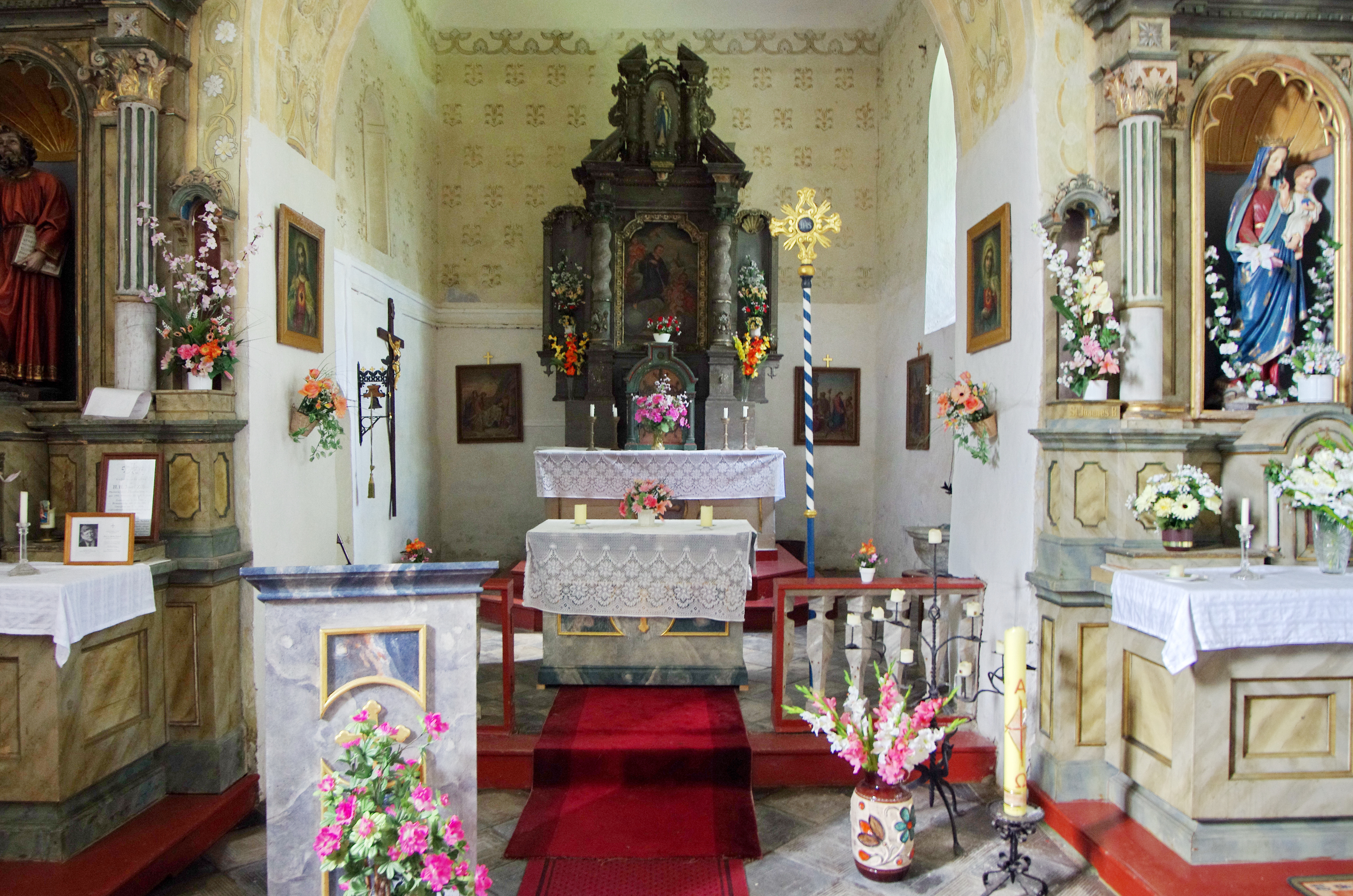
Presbytář
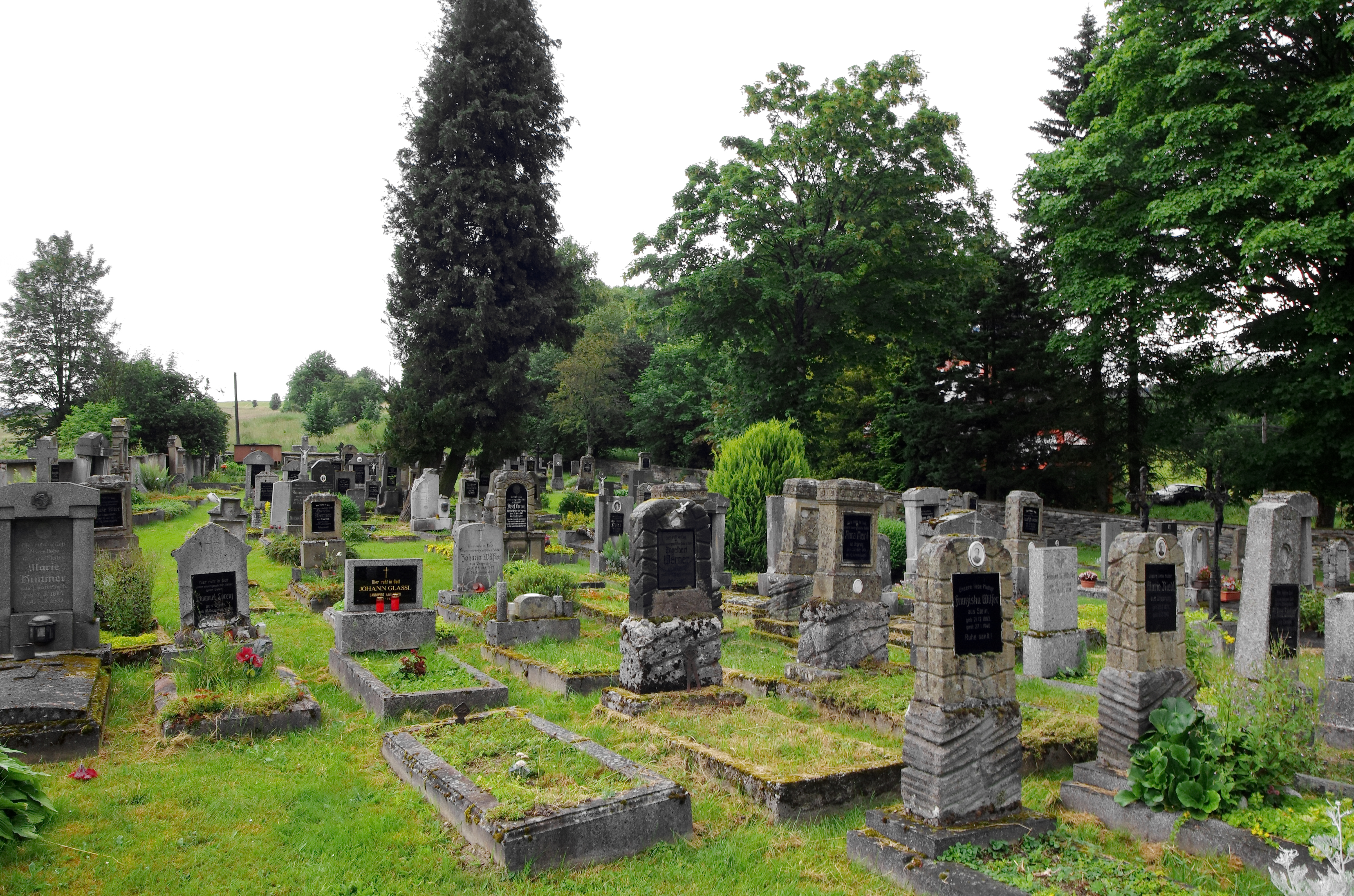
Kostelní hřbitov